# Newton upon Derwent
 (septembre 2023).
Newton upon Derwent est une paroisse civile et un village du Yorkshire de l'Est, en Angleterre.